# 音羽ゆりかご会
音羽ゆりかご会（おとわゆりかごかい、1933年 - ）は、日本の児童合唱団である。日本で唯一戦前から活動を続ける合唱団で、日本で最も長い歴史を有する。

## 略歴
東京都文京区音羽の護国寺で、童謡作家の海沼實が創設する。昭和10年代後半から「お猿のかごや」「あの子はたあれ」「ちんから峠」「やさしいおかあさま」「からすの赤ちゃん」「里の秋」「みかんの花咲く丘」など、創設者海沼實の作品のほか、JOAKのラジオドラマ『鐘の鳴る丘』の主題歌「とんがり帽子」など、数多くの作品を世に送り出した。戦後の童謡ブームで中心的な役割を果たし、川田三姉妹（正子、孝子、美智子）らの童謡歌手を輩出した。ただし、1980年代時点ではスター・システムをとらず、派手な会員募集も行っていない。
合唱団の名称は、北原白秋が作詞した「ゆりかごの歌」を会歌としたことにちなむ。
1986年時点で会員数は80人で、大半が女児。年齢別では小学生が半数、中高生が20人、残りは幼児。在籍年数は5〜7年が多いが、20年以上在籍した者もいる。1998年時点で在籍経験者数は5000人以上、現会員数は約130人で、2歳児から大学生までいる。
レコード収録は、日本蓄音器の場合は日蓄兒童合唱團（日蓄児童合唱団）やコロムビアゆりかご会、作品によっては0108の別称、戦時下から終戦後にかけて日本放送協会の嘱託として東京放送児童合唱団の別称、など多くの呼称がある児童合唱団としても知られる。
表彰状・トロフィー・ゴールデンディスクは数多く受賞しており、日本レコード大賞の童謡賞も複数回受賞している。アニメソング（アニメ・特撮ソング）での受賞実績も目立つ。
ウィーン少年合唱団の来日以来、日本の合唱団の多くが頭声発声に切り替え、常任指揮者を持つようになるなどの影響を受けたが、現在も指揮者を用いない演奏方法で民族音楽の伝承を実践し、1990年にニューヨークのカーネギー・ホールで日本の児童合唱団として初めて単独で公演した。1997年、2000年、2005年、2010年のそれぞれに、イタリアのボローニャで開催されるゼッキノドーロ国際児童音楽祭へソリストを輩出し、それぞれ欧州でCDが発売された。
1991年12月31日、第42回NHK紅白歌合戦でKANと「愛は勝つ」で共演した。
現在、創設者の孫にあたる三代目海沼実が会長で、品川区戸越の本部を拠点に文京区、目黒区などで教室を設けている。新作歌曲などのCD化、T Vやラジオなどの出演、国際的な児童音楽祭にアジア地区を代表して参加、日本の童謡を世界に広めるべく取り組んでいる。

## 歌（「コロムビアゆりかご会」名義を含む）
アニメの主題歌
- 宇宙人ピピ　中村メイコ/コロムビアゆりかご会
- 宇宙怪人ゴースト（アメリカ作品の日本語版主題歌）　井上裕子/音羽ゆりかご会
- おらぁグズラだど「グズラ音頭」　大平透/堀絢子/コロムビアゆりかご会
- アニマル1　鶴間えり/コロムビアゆりかご会
- 紅三四郎　堀江美都子/コロムビアゆりかご会
- ゲゲゲの鬼太郎（2作目）エンディングテーマ「カランコロンの歌」　加藤みどり/コロムビアゆりかご会
- キックの鬼　山田淑子/コロムビアゆりかご会
- 樫の木モック　小野木久美子/コロムビアゆりかご会
- ガッチャマンの歌　子門真人/コロムビアゆりかご会
- ロックリバーへ　大杉久美子/セントメリー・チルドレン・コーラス/コロムビアゆりかご会
- ハゼドン音頭　和泉常寛/コロムビアゆりかご会
- アストロガンガー　水木一郎/コロムビアゆりかご会
- バビル2世　水木一郎/コロムビアゆりかご会
- グレートマジンガー　水木一郎/コロムビアゆりかご会
- 破裏拳ポリマー　ささきいさお/コロムビアゆりかご会
- がんばれ!ウリクペン救助隊　水木一郎/コロムビアゆりかご会
- 勇者ライディーン　子門真人/コロムビアゆりかご会
- ラ・セーヌの星　アレーヌ/コロムビアゆりかご会
- トライアタック!メカンダーロボ　水木一郎/コロムビアゆりかご会
- くじらのホセフィーナ　大杉久美子/コロムビアゆりかご会
- Dr.スランプ アラレちゃん「アラレちゃん音頭」　小山茉美/コロムビアゆりかご会
- パーマン（劇場アニメ）　三輪勝恵/コロムビアゆりかご会
- サザエさんのうた 堀江美都子/サニー・シンガーズ/コロムビアゆりかご会
- ザ☆ウルトラマン　ささきいさお/コロムビアゆりかご会

他
特撮ヒーローものの主題歌
- 超人バロム・1　水木一郎/コロムビアゆりかご会
- 人造人間キカイダー　ヒデ夕樹 /コロムビアゆりかご会
- 白獅子仮面（オリジナル原盤は、日本コロムビアとワーナーパイオニアの2社から発売）
- 鉄人タイガーセブン　コロムビアゆりかご会/ブルー・エンジェルス
- 仮面ライダーX挿入歌「ぼくのライダーマン」（仮面ライダーV3でも使用されたがLPレコード収録の関係で本作の挿入歌扱いになっている）
- スーパーロボット レッドバロン挿入歌「兄さんのロボット」および「たたかいの歌」
- 突撃! ヒューマン!!　 コロムビアゆりかご会／トマトケチャップ
- ウルトラマン80　※第40話以降のオープニングテーマ「がんばれウルトラマン80」、第40～49話のエンディングテーマ「地球人だよ」　TALIZMAN/コロムビアゆりかご会
- 秘密戦隊ゴレンジャー「進め!ゴレンジャー」　ささきいさお/堀江美都子/コロムビアゆりかご会
- バトルフィーバーJ MoJo/コロムビアゆりかご会/フィーリング・フリー
- 星雲仮面マシンマン MoJo/コロムビアゆりかご会

他
歌謡曲
- 涙の谷間に太陽を　島倉千代子/コロムビアゆりかご会

童謡
- かたつむり　益田恵/コロムビアゆりかご会
- 雨ふり　益田恵/コロムビアゆりかご会
- いとまきのうた　斉藤誠/コロムビアゆりかご会
- いっぽんでもニンジン　水木一郎/コロムビアゆりかご会
- ごんべさんの赤ちゃん　水木一郎/コロムビアゆりかご会
- みずあそび　日高聖二/コロムビアゆりかご会
- すずめがサンバ　かしわ哲/しゅうさえこ/林アキラ/コロムビアゆりかご会
- 夕日　矢萩知佳/コロムビアゆりかご会

他　
CMソング
- 森永乳業「ぼくはホモちゃん」　音羽ゆりかご会

他

## アルバム
- うたえ!ゆりかご会（1971年、日本コロムビア、KKS-4016）
- うたえ!ゆりかご会 川田正子・海沼実作品集をうたう（2枚組LP。1971年、日本コロムビア、KKS-4032〜3）※海沼實追悼盤
- うたえ!ゆりかご会 川田正子としゃぼん玉（1972年、日本コロムビア、KKS-4053）
- うたえ!ゆりかご会 川田正子とゆりかごのうた（1972年、日本コロムビア、KKS-4062）
- うたえ!ゆりかご会 世界のうたとリズム（1973年、日本コロムビア、KKS-4085）
- 創立50周年記念 うたえ!ゆりかご会（2枚組LP。1983年、日本コロムビア、CZ-7232〜3）

## 出演
- ビッグショー「古関裕而 ～青春 涙 哀愁～ 」（1975年2月16日放送）、「日本の詩情・はる」（1977年3月20日放送）
- 第42回NHK紅白歌合戦（1991年12月31日放送）

## ゆりかご会の出身者
- 川田正子
- tohko
- 沢田聖子
- 藤原あかり
- 安東弘樹

## 影響

### 音羽ゆりかごから墓場まで会
ライブイベント『スーパーロボット魂』で、アニメソング歌手の水木一郎・堀江美都子・影山ヒロノブ・MIQ・たいらいさお・山形ユキオ・高橋洋子・鮎川麻弥らによる音楽ユニット「音羽ゆりかごから墓場まで会」が結成された。これは『音羽ゆりかご会』の名前だけを引用したアニメ作品のクレジットを利用したパロディであり、それ以上の関連性は無い。